# Pavlovski Posad
Pavlovski Posad (în rusă Павловский Посад) este un oraș din regiunea Moscova, Federația Rusă, cu o populație de 61.982 locuitori.
1. ↑  OKTMO. 179/2016., accesat în 21 octombrie 2016